# Bataille de Reggio
Guerres du Risorgimento : expédition des Mille
Batailles
- Calatafimi
- Palerme
- Milazzo
- Reggio
- Castelfidardo
- Caiazzo
- Volturno
- Garigliano
- Gaète

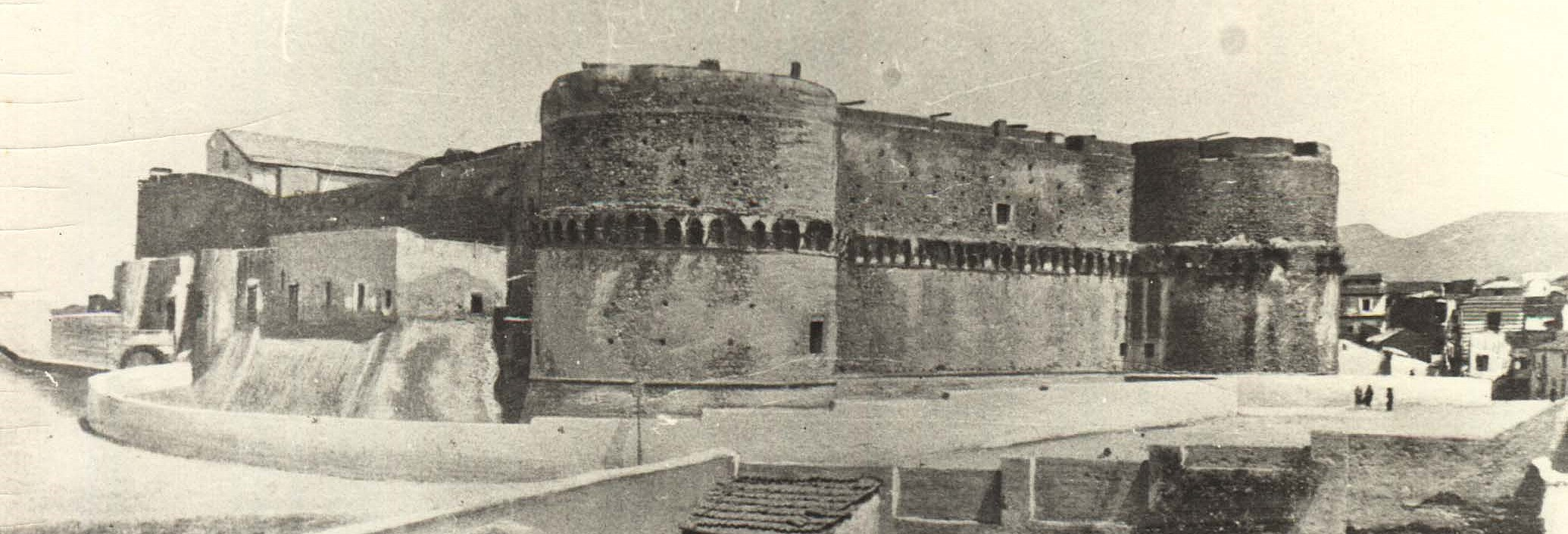
Le château de Reggio au XIX.

La bataille de Reggio de Calabre ou bataille de Piazza Duomo du 21 août 1860 est un épisode qui voit s'opposer les troupes garibaldiennes de l'expédition des Mille à l'armée du royaume des Deux-Siciles et qui se conclut par la défaite des troupes bourboniennes.

## Contexte
Dans les jours précédant la bataille, il y a plusieurs débarquements de troupes garibaldiennes sur les côtes de la Calabre. La dernière et la plus importante est le débarquement à Melito, qui a lieu le 19 août, par lequel Giuseppe Garibaldi (accompagnée d'un important contingent de l'armée méridionale) traverse de la Sicile à la Calabre et retrouve les forces qui ont débarqué précédemment. Pendant ce temps, à Reggio, le général Gallotti envoie des messages au général Briganti (it) pour l'informer du débarquement. La réponse est d'envoyer toutes les forces disponibles contre Garibaldi. Le maréchal Vial, commandant en chef des troupes de Calabre, ordonne à Briganti de se rendre à Reggio et a Melendez de le soutenir, la ville quant à elle, dispose du 14e régiment commandé par le colonel Antonio Dusmet et elle peut également compter sur son château, bien fortifié et armé.
Le 20 au matin, Gallotti ordonne, par conséquent, à Dusmet d'aller vers le torrent Sant'Agata pour attendre l'arrivée de Garibaldi. Après plusieurs heures, les forces de Dusmet s'installe à Calopinace, après avoir appris que les colonnes garibaldiennes ont pris le chemin des collines. Les hommes de Dusmet sont de nouveau déplacé sur la Piazza Duomo, ne laissant qu'une seule compagnie près de Sant'Agata et Gallotti demande au général Fergola (it) d'envoyer de la forteresse de Messine, toujours aux napolitains, le plus de renforts possibles.
Bien que l’opinion de l'armée stationnée à Messine soit favorable, ils ne peuvent intervenir par manque de bateau.
Dusmet à qui Gallotti a interdit d'occuper le château (bien que l'emplacement est préférable à la Piazza del Duomo car elle est peu défendable militairement en raison de ses nombreux accès), place, par conséquent, ses troupes de la meilleure manière possible et prend ses quartiers dans l'entrée du palais Ramirez, situé près du Duomo. Par la suite, ne voyant pas arriver de renforts, il télégraphie au roi François II pour lui signaler la situation dans laquelle il se trouve. Pendant ce temps, Garibaldi, après sa pose à Pellaro (en), reprend sa marche au crépuscule, vers Reggio. Au torrent Marroco qui se situe avant celui de Sant'Agata, il prend la route de Ravagnese (un quartier de Reggio) sur laquelle il fait une halte. Deux heures avant l'aube, il reprend la route vers la ville.

## La bataille
Après être entré dans la ville, les forces garibaldiennes se divisent en deux colonnes, l'une qui se dirige vers la prison centrale de San Francesco et l'autre vers le quartier de la Crucifixion. Le groupe envoyé au pénitencier est le premier à arriver à destination. Après concertation avec les libéraux locaux, les garibaldiens réussissent à enfermer les soldats bourboniens qui se trouvent dans l'établissement et se dirigent, ensuite, le long de la rue des jardins publics. Presque au même moment, les garibaldiens qui ont pris la route de la Crucifixition arrivent place San Filippo. Aperçu par les gardes bourboniens, des coups de feu s'échangent et les bourboniens se replient vers la place du Duomo préventant de l’imminence de l'attaque. Les garibaldiens des deux colonnes arrivent de tous côtés, sur la place du Duomo, et commencent à tirer sur les troupes placées devant le palais Tommasini, qui répondent aux tirs aidés par l'artillerie, qui fait de nombreuses victimes parmi les garibaldiens. Dans ces combats, Nino Bixio est blessé à deux reprises au bras et sa monture est tuée à la baïonnette . Dusmet, qui s'est levé aux premiers cris, bondit devant la porte du palais Ramirez et est touché à l'abdomen. Son fils, sous-officier de marine dans le même régiment, est aussi touché. Les deux hommes sont transportés ensemble chez un parent.
Les bourboniens encerclés de toutes parts, grâce à des indications que les garibaldiens reçoivent de personnes locales, la situation devient intenable et ils sont donc obligés de se retirer dans le château. À l'aube, le habitants de Reggio ouvrent leurs portes et fournissent une aide aux blessés, tandis que les garibaldiens se dispersent dans la ville et que Garibaldi commencé à prendre des dispositions. Pendant qu'il boit une tasse de café sur la place, il est effleuré par une balle tirée depuis l'une des maisons voisines : la balle blesse l'un de ses officiers sans que le tireur d'élite soit identifié.
Le 21 août, Briganti, à qui Vial avait ordonné d'apporter un soutien au général Gallotti, poursuit sa marche en direction de Reggio, après avoir refusé le soutien de la batterie d'artillerie du capitaine Vincenzo Reggio. Arrivé à six heures du matin par le pont de l'Annonciation, il s'arrête et envoie deux compagnies attaquer par la mer et quatre autres par le quartier de Santa Lucia. Les garibaldiens, qui occupent déjà les liens, accueillent avec un feu nourri les troupes royales.

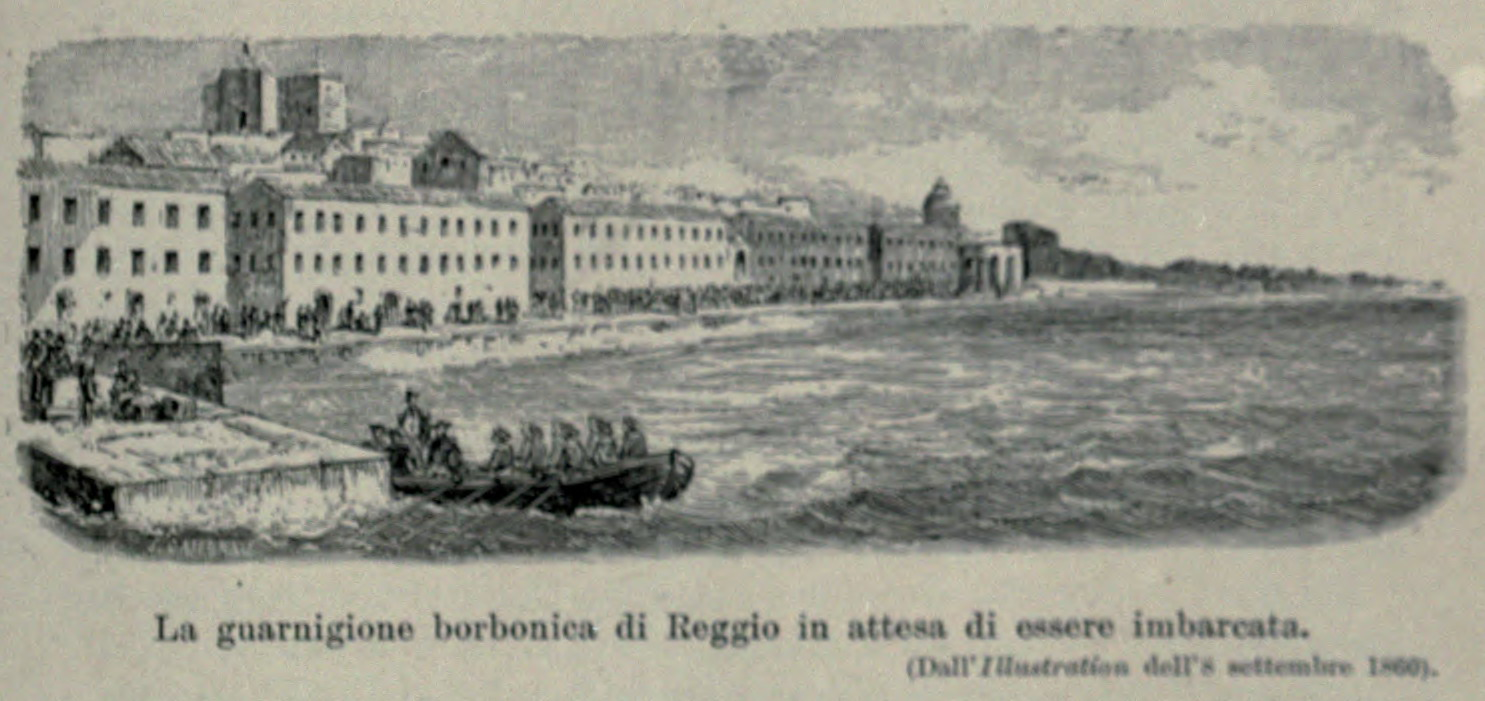
La garnison bourbonienne de Reggio en attente d'être embarquée

Les troupes envoyées par la côte se retirent tandis que les forces déployés à Santa Lucia, après un combat de deux heures, qui a également causé la blessure du commandant bourbonien, sont défaites. Devant l'issue de ces événements, Brigandi décide de se retirer à Villa San Giovanni.
La marine napolitaine, dont les navires sont présents à Reggio et chargés de la surveillance du détroit de Messine, au lieu d'apporter leur aide à la défense des forces terrestres, reçoit l'ordre du commandant de l'escadre Vincenzo Salazar, de se porter au large pour «raisons humanitaires», sans donc intervenir d'une aucune manière dans la bataille.
À 16 heures, le général Gallotti, en raison de la retraite de Brigandi et le retrait des navires bourboniens, signe la reddition du château avec les honneurs des armes. La reddition prévoit la livraison de l'artillerie, des animaux de trait, des munitions aux garibaldiens, tandis que les soldats bourboniens, leurs familles et employés qui le désirent, sont libres de partir et d'attendre l'embarquement pour Naples près de l'hôpital militaire. Les prisonniers sont libérés.
Après la victoire, Antonino Plutino (it) est nommé gouverneur de la province avec des pouvoirs illimités et Garibaldi écrit à Giuseppe Sirtori : « Cher Sirtori, faites passer immédiatement avec les vapeurs autant de gens que vous pouvez, embarquez les où vous voulez et qu'ils débarquent au sud de la Villa San Giovanni ».
Le même soir, Enrico Cosenz débarque avec 1 268 hommes à Favazzina grâce à une flottille d'une centaine de barques rassemblée par Salvatore Castiglia qui est partiellement capturée par les navires bourboniens accourus, le reste réussissant à passer indemne au travers des tirs du fort de Scylla.
Après avoir vaincu la résistance d'environ 200 soldats royaux, les garibaldiens s'installent vers Solano, où ils affrontent un détachement de Ruiz et où Paul de Flotte est tué. Le 23 août, les troupes de Cosenz, suivant les ordres de Garibaldi, harcèlent les troupes de Melendez et Briganti, les obligeant à se rendre, tandis que celles de Ruiz s'échappent . Le lendemain, les forts de Altafiumara et de Torre Cavallo se rendent, conduisant à la perte du contrôle par les bourboniens du détroit de Messine.

## Sources
- (it) Cet article est partiellement ou en totalité issu de l’article de Wikipédia en italien intitulé « Battaglia di Piazza Duomo » (voir la liste des auteurs).